# Niphargus laticaudatus
Niphargus laticaudatus is een vlokreeftensoort uit de familie van de Niphargidae. De wetenschappelijke naam van de soort is voor het eerst geldig gepubliceerd in 1940 door Schellenberg.